# Труманово језеро
Труманово језеро (енгл. Truman Reservoir) је вештачко језеро у Сједињеним Америчким Државама. Налази се на територији америчке савезне државе Мисури. Површина језера износи 225 km².